# Cincinnati Bengals
O Cincinnati Bengals é uma franquia profissional de futebol americano baseada em Cincinnati, Ohio. Os Bengals competem na National Football League (NFL) como um clube membro da divisão norte da American Football Conference (AFC). Seu estádio é o Paycor Stadium, que fica no centro de Cincinnati. O seu treinador principal é Zac Taylor, que ocupa o cargo desde 2019. Seus oponentes divisionais são o Pittsburgh Steelers, o Cleveland Browns e o Baltimore Ravens.
Os Bengals foram fundados em 1966 como um membro da American Football League (AFL) pelo ex-treinador do Cleveland Browns, Paul Brown. Brown foi treinador principal dos Bengals desde o seu início até 1975. Depois de ser demitido como treinador dos Browns por Art Modell (que tinha comprado a maioria do time em 1961) em janeiro de 1963, Paul Brown mostrou interesse em estabelecer outra franquia da NFL em Ohio e olhou para Cincinnati e Columbus. Ele finalmente escolheu Cincinnati quando um acordo entre a cidade, Hamilton County e o Cincinnati Reds da Major League Baseball (que buscavam substituir o obsoleto Crosley Field) foi atingido, o que resultou em um acordo para construir um estádio polivalente que poderia sediar beisebol e futebol americano.
Devido à iminente fusão da AFL e da NFL, que estava programada para entrar em vigor na temporada de 1970, Brown concordou em se juntar à AFL como sua décima e última franquia. Os Bengals, como as outras antigas equipes da AFL, foram designados para a AFC após a fusão. Cincinnati também foi selecionada porque, seus vizinhos, os Reds, poderiam se beneficiar de várias grandes cidades vizinhas (Louisville, Lexington, Columbus, Dayton e Springfield) que não estão mais do que a 180 quilômetros de distância do centro de Cincinnati.
O Bengals venceram o campeonato da AFC em 1981 e 1988, mas perderam o Super Bowl XVI e XXIII para o San Francisco 49ers. Após a morte de Paul Brown em 1991, o controle da equipe foi herdado por seu filho, Mike Brown. Em 2011, Brown comprou as ações da equipe de propriedade do co-fundador Austin Knowlton e agora é o proprietário majoritário da franquia de Cincinnati.
Os anos 1990 e os anos 2000 foram um período de grande luta. Após a temporada de 1990, a equipe passou quatorze anos sem ter uma temporada vitoriosa ou ir para os playoffs. Os Bengals tiveram vários treinadores e várias de suas escolhas de draft não deram certo. Mike Brown foi classificado entre os piores proprietários de equipes em esportes profissionais americanos.
Desde meados dos anos 2000, a sorte da equipe melhorou. Dois anos depois de se tornar treinador, Marvin Lewis guiou os Bengals para sua primeira temporada vitoriosa e seu primeiro título de divisão em mais de uma década. Entre 2011 e 2015, os Bengals se classificaram para os playoffs, ficando entre os melhores times da NFL. As escolhas dos Bengals também foram altamente elogiadas nesse período, levando a uma consistência que há muito tempo a franquia não tinha. No entanto, a equipe ficou de 1990 até 2020 sem vencer na pós-temporada. O ponto de virada para os Bengals foi durante a temporada de 2021, onde venceram seu primeiro jogo de playoffs em 31 anos contra o Las Vegas Raiders, encerrando a mais longa seca de playoffs da NFL. Liderados por Joe Burrow, a equipe conquistou o campeonato da AFC em 2021 e avançaram para o Super Bowl LVI, sua primeira aparição no Super Bowl em 33 anos, mas perderam para o Los Angeles Rams por 23 a 20.

## História
Em 1967, foi concedido uma franquia na American Football League a um grupo de propriedade liderado por Paul Brown. Brown nomeou o time de Bengals para "dar uma referência ao futebol americano profissional do passado em Cincinnati". Outra equipe Bengals já existia na cidade e jogou em três Ligas de Futebol Americano anteriores, de 1937 a 1942. O mundialmente famoso zoológico da cidade também abrigou um raro tigre de bengala branco. No entanto, possivelmente como um insulto a Art Modell, ou possivelmente como uma homenagem ao seu próprio começo como treinador no Massillon Tigers, Brown escolheu o tom exato de laranja usado por sua antiga equipe. Ele acrescentou preto como a cor secundária. Brown escolheu um logotipo muito simples: a palavra "BENGALS" em letras pretas.

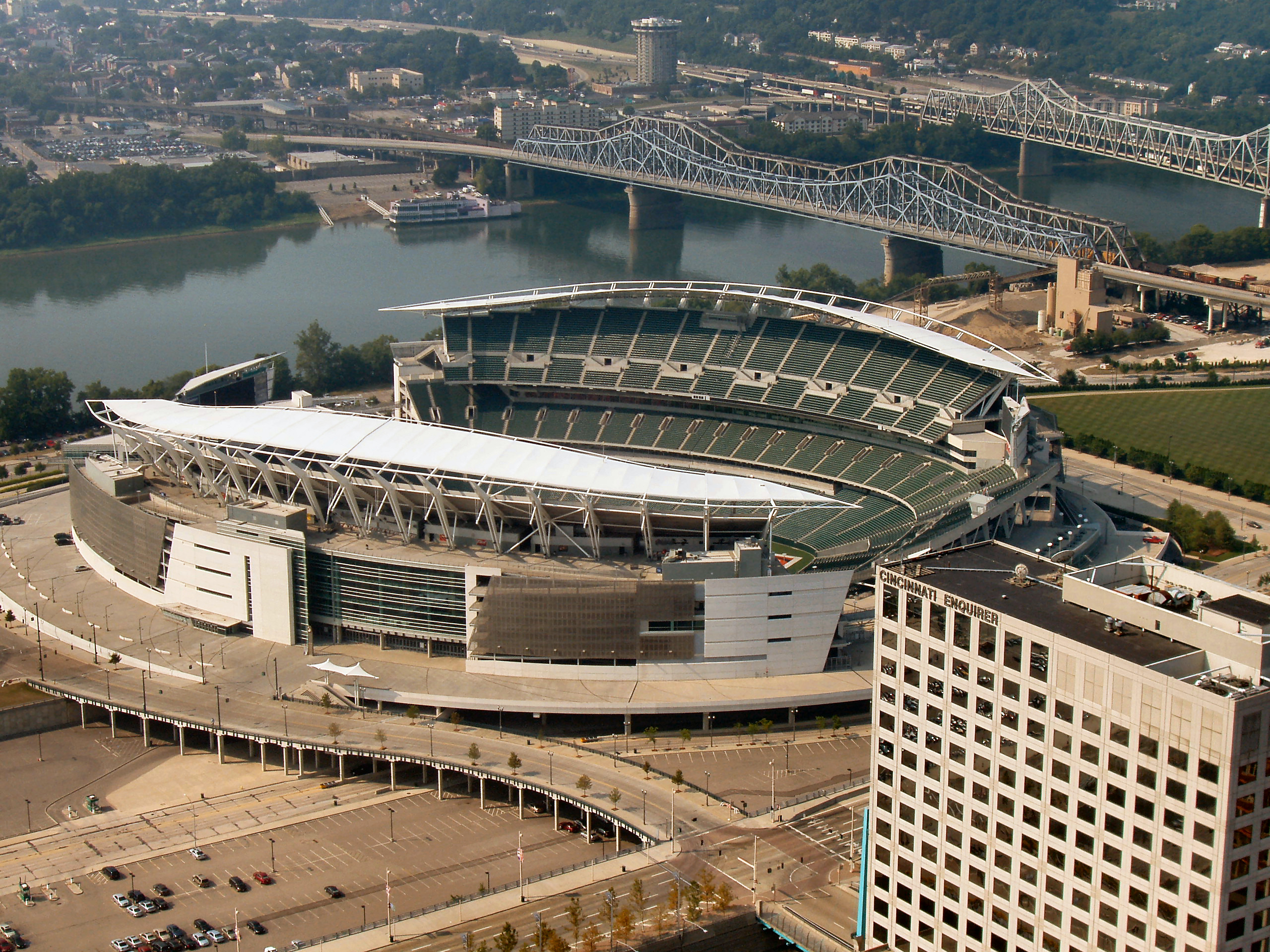
Paycor Stadium em Cincinnati.

Em 1966, a American Football League concordou com uma fusão com sua rival mais antiga e estabelecida, a National Football League. Entre os termos da fusão estava o fato da AFL ter permissão para adicionar uma franquia adicional. Uma das razões pelas quais a NFL concordou com isso foi que eles queriam um número par de clubes na liga fundida, então uma equipe precisou ser adicionada, o que elevou o número total de clubes da liga para 26 times. Para a AFL, um motivo fundamental por trás do acordo para aceitar uma nova equipe era uma garantia de um eventual lugar na NFL, que significava que a liga poderia cobrar uma taxa de expansão de US $ 10 milhões - 400 vezes os US $ 25.000 pagos pelos oito proprietários originais que fundaram a liga em 1960. O dinheiro da nova equipe forneceu à AFL os fundos necessários para pagar as indenizações a serem pagas para a NFL, conforme estipulado pelo acordo de fusão.
Antes da fusão ser anunciada, Brown considerou seriamente não se juntar à AFL e não era um defensor do que ele abertamente considerava ser uma competição inferior, afirmando uma vez que "eu não paguei dez milhões de dólares para estar nessa competição". No entanto, com o anúncio da fusão, Brown percebeu que a franquia de expansão da AFL provavelmente seria seu único caminho realista para chegar a NFL a curto prazo. Ele finalmente concordou em se juntar à AFL, após saber que a equipe tinha a garantia de jogar na NFL.
Houve também uma complicação: o Cincinnati Reds da Major League Baseball estavam precisando de um estádio para substituir o obsoleto Crosley Field, que eles usavam desde 1912. Com a ajuda do governador de Ohio, James A. Rhodes, o Condado de Hamilton e o conselho da cidade de Cincinnati concordaram em construir uma única instalação multifuncional na parte da frente da cidade. A nova instalação tinha que estar pronta na abertura da temporada de 1970 da NFL e foi oficialmente nomeada Riverfront Stadium. Com a conclusão da fusão em 1970, o Cleveland Browns foi transferido para a American Football Conference (AFL) e colocados na AFC Central, a mesma divisão que os Bengals. Uma rivalidade instantânea nasceu, alimentada inicialmente pela rivalidade de Paul Brown com Art Modell.
Nas suas duas primeiras temporadas, os Bengals jogaram no Nippert Stadium, que é a atual sede da Universidade de Cincinnati. A equipe realizou os treinos no Wilmington College, em Wilmington, Ohio, durante a pré-temporada de 1968. A equipe terminou sua primeira temporada com uma campanha de 3-11 e Paul Robinson, que correu para 1.023 jardas, foi nomeado o Novato do Ano da AFL.
O fundador Paul Brown treinou a equipe em suas oito primeiras temporadas. Uma das estratégias de recrutamento de Brown era redigir jogadores com inteligência acima da média. O punter/wide receiver Pat McInally estudava na Universidade Harvard e o linebacker Reggie Williams estudava na Dartmouth College, além de ambos trabalhar no conselho da cidade de Cincinnati enquanto estavam no elenco da equipe. Devido a essa política, muitos ex-jogadores eram altamente articulados e passaram a ter carreiras de sucesso como comentaristas, bem como nas artes. Além disso, Brown tinha a habilidade de localizar e reconhecer talentos profissionais em lugares incomuns.

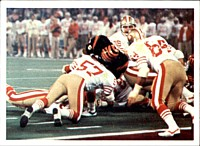
Os Bengals jogaram contra o San Francisco 49ers no Super Bowl XVI (foto) e XXIII, mas perderam ambos os jogos.

Em 1970, os Bengals mudaram-se para jogar no Riverfront Stadium, uma casa que dividiram com os Cincinnati Reds até o time se mudar para o Paul Brown Stadium em 2000. A equipe chegou aos playoffs três vezes durante essa década, mas não ganhou nenhum jogo. Em 1975, a equipe liderada pelo quarterback Ken Anderson, teve uma campanha de 11-3, dando a eles o que é até hoje a maior porcentagem vencedora (0,786) na história da franquia. Os Bengals perderam para os Oakland Raiders por 31 a 28 nos playoffs da divisão.
Os Bengals chegaram ao Super Bowl duas vezes durante os anos 80, mas perderam nas duas ocasiões para o San Francisco 49ers de Joe Montana. A equipe apareceu nos playoffs em 1990, chegando ao segundo round antes de perder para o Los Angeles Raiders por 20 a 10. Anthony Muñoz foi um dos principais jogadores da equipe nesse período, tendo sido selecionado 11 vezes para o Pro Bowl.

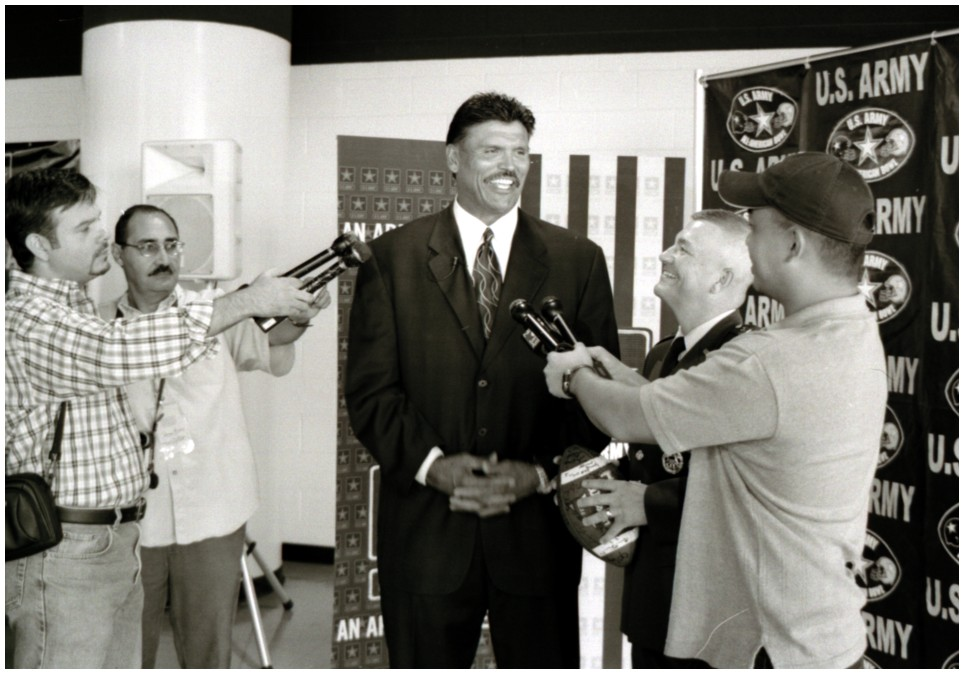
Anthony Muñoz, considerado o maior offensive tackle da história, jogou toda sua carreira em Cincinnati.

Antes da temporada seguinte ter começado, Paul Brown morreu aos 82 anos. Ele já havia transferido o controle para seu filho, Mike Brown, mas foi relatado que ainda influenciava nas operações diárias da equipe. A partir disso, as fortunas dos Bengals mudaram para pior, pois a equipe registrou 14 temporadas consecutivas com mais derrotas do que vitórias. Eles começaram a emergir desse período sombrio em uma nova era de maior consistência, no entanto, após a contratação de Marvin Lewis como treinador principal em 2003. Carson Palmer, o futuro quarterback, foi selecionado no Draft de 2003, mas não jogou na temporada inteira, com Jon Kitna sendo o titular, ganhando o prêmio NFL Comeback Player of the Year. Apesar do sucesso de Kitna, Palmer foi promovido a quarterback titular na temporada seguinte. Sob o comando de Palmer, a equipe avançou para os playoffs na temporada de 2005, pela primeira vez desde 1990.
Os Bengals voltaram aos playoffs novamente em 2009 em uma temporada que incluiu o primeiro lugar na divisão pela primeira vez na história da franquia. Isso foi especialmente impressionante, já que duas das equipes que os Bengals passaram (o Pittsburgh Steelers e o Baltimore Ravens) conseguiram chegar ao AFC Championship Game da temporada anterior. Marvin Lewis foi recompensado pela conquista com o prêmio de Treinador do Ano da NFL. Na temporada de 2010, os Bengals tiveram uma campanha de 4-12.
Após a decepcionante temporada de 2010, o quarterback Carson Palmer exigiu ser negociado. Quando os Bengals se recusaram a fazê-lo, Palmer anunciou sua aposentadoria da NFL. Mais tarde, ele foi negociado para o Oakland Raiders. No draft de 2011, os Bengals selecionaram o wide receiver AJ Green na primeira rodada e o quarterback Andy Dalton na segunda rodada. O Bengals melhorou a campanha para 9-7 na temporada de 2011 e garantiu um lugar nos playoffs. Dalton e Green se tornaram a mais prolífica dupla novata de WR-QB na história, conectando 65 vezes para 1.057 jardas. No entanto, eles perderam para o Houston Texans por 31 a 10 na rodada Wild Card.

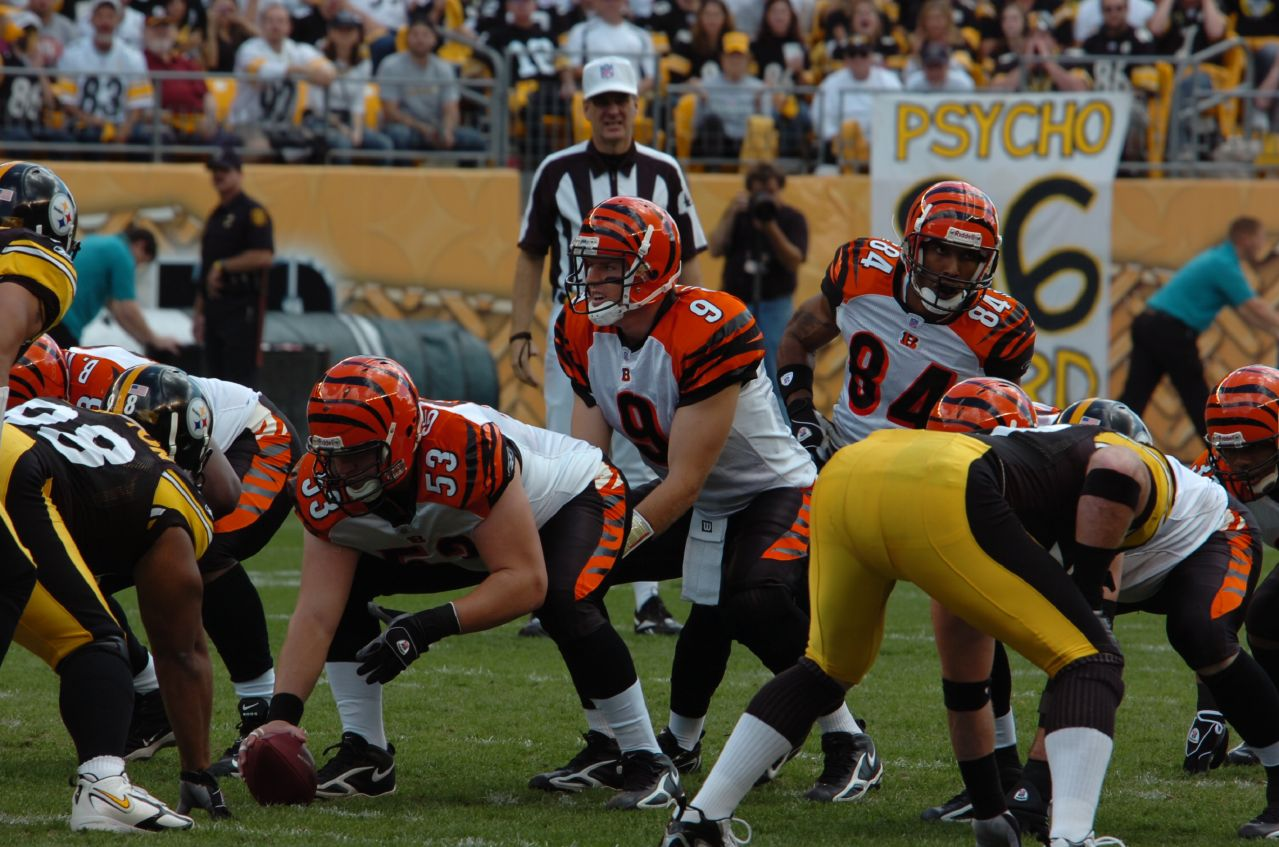
Carson Palmer e o restante da equipe, em uma partida contra o Pittsburgh Steelers em 2006.

Na temporada de 2012, os Bengals foram para os playoffs novamente com uma vitória sobre o Pittsburgh Steelers, indo para a pós-temporada em anos consecutivos pela primeira vez desde 1982. No entanto, os Bengals enfrentaram os Texans e perderam mais uma vez, por 19 a 13. Na temporada de 2013, pelo terceiro ano consecutivo, os Bengals foram para os playoffs e também venceram a AFC North, terminando com uma campanha de 11-5. Mas mais uma vez, os Bengals foram derrotados na rodada de Wild Card, desta vez pelo San Diego Chargers por 27 a 10. A maior parte da culpa foi colocada em Andy Dalton, que sofreu 2 interceptações. Isso fez os Bengals 0-3 nos playoffs desde que Mike Brown assumiu a franquia.
A temporada de 2014 começou bem com os Bengals vencendo seus três primeiros jogos. No entanto, eles perderam sua invencibilidade na semana 5 contra o New England Patriots por 43 a 17. Eles terminaram a temporada com uma campanha de 10-5-1 e perderam para os Colts por 26 a 10, na primeira rodada dos playoffs. Esta foi a primeira vez que a franquia foi para os playoffs em quatro temporadas seguidas.
Em 2015, os Bengals começaram com uma campanha de 8-0, mas depois perderam vários jogos consecutivos. Eles ainda ganharam a sua divisão e foram para os playoffs. No entanto, eles perderam para o rival da divisão Pittsburgh Steelers por 18 a 16, na rodada de Wild Card, tornando-se a primeira franquia na história da NFL a perder cinco jogos consecutivos na rodada de abertura.
Esta frustração continuou em 2016, os Bengals terminaram a temporada de 2016 com uma campanha de 6-9-1, perdendo vários jogadores importantes por lesão, incluindo AJ Green, Giovani Bernard e Jeremy Hill. Eles não foram para os playoffs pela primeira vez desde 2010, marcando a primeira vez que Andy Dalton perdeu os playoffs como o quarterback titular dos Bengals.
Após uma temporada difícil em 2016, os Bengals esperaram melhorar em 2017. No entanto, após o início de 0-3, os Bengals nunca encontraram o equilíbrio. Em um ponto da temporada, os Bengals tinha uma campanha de 5-9. Havia rumores de que Marvin Lewis não voltaria para a próxima temporada como treinador principal dos Bengals. No entanto, os Bengals terminaram com uma campanha de 7-9, com os dois últimos jogos sendo convincentes o suficiente para o proprietário Mike Brown dar a Lewis um novo contrato de dois anos.

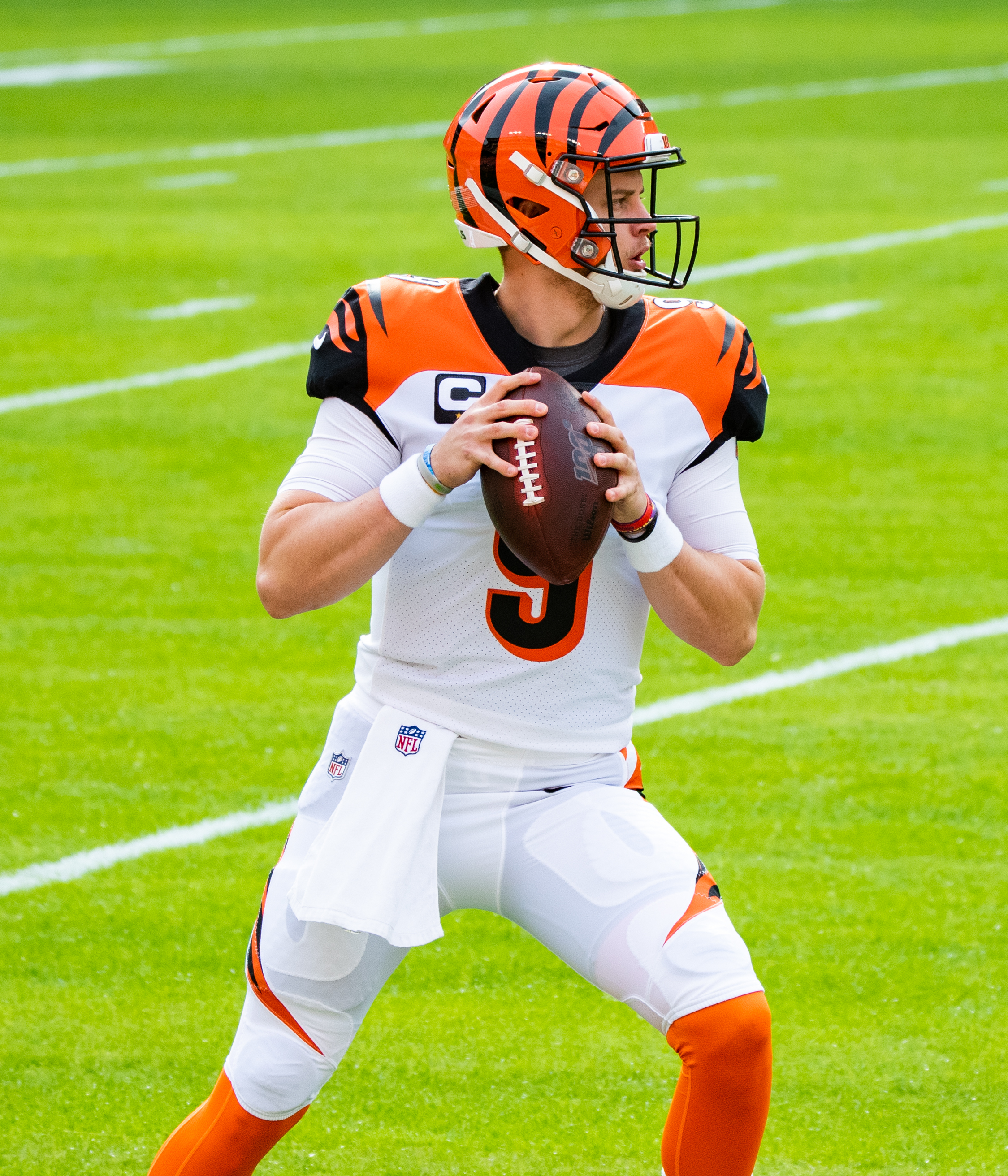
Joe Burrow, quarterback da equipe desde 2020.

Em 2019, os Bengals contrataram o treinador Zac Taylor. Nesse ano, eles começaram a temporada de forma positiva, mas o time viria a perder dez partidas seguidas. Os Bengals venceram duas partidas em dezembro, mas terminaram o ano com quatorze derrotas e a pior campanha na NFL, o que garantiu a eles a primeira escolha no Draft de 2020. Com o quarterback Andy Dalton jogando mal, muitos analistas previam que os Bengals draftariam Joe Burrow, um grande prospecto universitário, o que eles acabaram fazendo.
Em 2020, os Bengals pareceram estar melhorando sob a liderança do jovem quarterback Joe Burrow, mas o jogador se machucou na semana 11 e ficou de fora do restante do ano. Os Bengals terminaram a temporada com 11 derrotas, 1 empate e apenas 4 vitórias.
Em 2021, os Bengals conquistaram o título da AFC North com uma campanha de 10 vitórias e 7 derrotas, vencendo duas vezes os rivais Pittsburgh Steelers e Baltimore Ravens. Liderados por Joe Burrow, que lançou para 34 touchdowns em sua segunda temporada na liga, os Bengals conquistaram seu primeiro título de divisão desde 2015. No primeiro jogo dos playoffs, os Bengals venceram sua primeira partida em pós-temporada desde 1990, ao superar o Las Vegas Raiders por 26 a 19 na rodada de repescagem. Na semana seguinte nos playoffs de divisão, eles superaram o time de melhor campanha da AFC, o Tennessee Titans, por 19 a 16 com um chute de 52 jardas de Evan McPherson. Uma semana mais tarde nas finais de conferência, novamente superando as expectativas, os Bengals venceram o favorito Kansas City Chiefs na prorrogação, garantindo a primeira ida para o Super Bowl dos Bengals desde 1989. No Super Bowl LVI, os Bengals foram derrotados pelo Los Angeles Rams por 23 a 20.

## Logo e uniformes
Quando a equipe estreou em 1968, os uniformes dos Bengals foram modelados de acordo com o Cleveland Browns. Quando Paul Brown foi demitido por Art Modell, Brown ainda possuía o equipamento usado por Cleveland. As cores do time Cleveland Browns eram marrons, laranjas e brancas, e seus capacetes eram laranja sólido com uma listra dorsal branca sobre a crista.
As cores do time dos Bengals eram laranja, preto e branco, e seus capacetes eram de um tom semelhante de laranja, com as únicas variações sendo a palavra "Bengals" em letras maiúsculas pretas (com um contorno branco) em ambos os lados do capacete, sem nenhuma faixa no capacete. O Cincinnati Bengals eram os únicos na NFL que não tinham números nos uniformes das camisas (chamados números de TV) até a temporada de 1980, quando apareceram nas mangas. Nesse mesmo ano, a equipe mudou a cor da máscara do capacete de cinza para preto. A equipe não descartou seus uniformes semelhantes a Cleveland até 1981. Durante esse ano, um design uniforme único foi introduzido. Embora a equipe mantivesse camisas pretas, camisas brancas e calças brancas, eles agora estavam enfeitados com listras laranja e pretas de tigre. A equipe também apresentou os capacetes laranja com listras de tigre preto que ainda estão em uso hoje.
Em 1997, os Bengals projetaram um logo que consistia em um tigre saltador e foi adicionado às mangas uniformes (com isso, os números da TV foram movidos para o ombro). Outro logo alternativo consistia de uma cabeça de tigre voltada para a esquerda. No entanto, o capacete laranja com listras pretas de tigre continuou a ser a marca registrada.
Em 2004, um novo padrão de listras de tigre foram adicionados aos uniformes. As camisas pretas agora exibiam mangas listradas de tigre laranja e painéis laterais brancos, enquanto as camisas brancas começavam a usar mangas pretas listradas de tigre e ombros cor de laranja. Um novo logotipo consistindo de um laranja "B" coberto com listras pretas de tigre foi introduzido. A equipe também começou a usar uma camiseta laranja alternativa, com painéis laterais brancos e mangas pretas listradas com tigres. Os Bengals usaram seus uniformes pretos em casa ao longo de sua história, com algumas exceções, como a temporada de 1970, quando os Bengals vestiram branco em casa durante toda a temporada e a maior parte da temporada de 1971. Desde 2005, os Bengals vestem branco para os jogos em casa em setembro, onde o calor pode se tornar um fator.

## Mascotes
O mascote oficial da equipe é um tigre de bengala chamado Who Dey. A equipe também tem o Cincinnati Ben-Gals. Os Bengals possuem suas cheerleaders, que incluiu Laura Vikmanis, a líder de torcida mais antiga da história da liga.

## Contribuições na NFL

### No-huddle offense
Um ataque no-huddle era comumente usada por todas as equipes quando o tempo no jogo estava acabando. No entanto, Sam Wyche, o treinador dos Bengals em 1988, juntamente com o coordenador ofensivo Bruce Coslet, tornou o no-huddle a modalidade padrão, independentemente do tempo restante. Ao substituir rapidamente e se preparar para a próxima jogada - geralmente entre 5 e 10 segundos após a última jogada, apesar de ter 45 segundos - os Bengals impediam a defesa da outra equipe de substituir jogadores situacionais, reagrupar para fins táticos e descansar. Em resposta, a NFL instituiu regras que permitiam à defesa em tempo suficiente para substituições quando substituições ofensivas eram feitas.
Um rival para a supremacia da AFC durante este tempo foi o Buffalo Bills, treinado por Marv Levy, que também usou uma versão do ataque no-huddle a partir da temporada de 1989. O Bengals venceram os Bills três vezes em 1988 (pré-temporada, temporada regular e no AFC Championship Game). Marv Levy ameaçou ferir os Bengals caso usassem o "no-huddle" no AFC Championship Game. Wyche foi notificado de que o comissário havia ordenado que o "no-huddle" era ilegal para o jogo. O oficial notificou a Wyche e a equipe dos Bengals apenas duas horas antes do início do jogo. Wyche pediu para falar diretamente com o comissário e a notícia imediatamente voltou que o "no-huddle" não seria penalizado.
Wyche também usou pela primeira vez os períodos de tempo, como uma oportunidade para levar toda a sua equipe à linha lateral para falar com todos os onze jogadores, além dos reservas, de uma só vez. Isso permitiu que os médicos tivessem tempo para tratar um corte ou contusão e que os roupeiros tivessem tempo para consertar um defeito no equipamento.

### West Coast offense
A West Coast offense é o nome popular para o esquema de passes projetado pelo ex-assistente dos Bengals, Bill Walsh. O quarterback dos Bengals, Virgil Carter, foi o primeiro jogador a implementar com sucesso o sistema de Walsh, liderando a NFL em porcentagem de conclusão de passe em 1971.
Ken Anderson mais tarde substituiu Carter como quarterback titular e foi ainda mais bem sucedido. Em seus 16 anos de carreira na NFL, Anderson fez quatro viagens ao Pro Bowl, ganhou quatro títulos de divisão, foi nomeado MVP da NFL em 1981 e estabeleceu na época, o recorde de porcentagem de conclusão de passe em uma única temporada em 1982, com 70,66%.

### Blitz
A defesa criada para combater a West Coast offense também veio de Cincinnati. Em seguida, o coordenador defensivo dos Bengals, Dick LeBeau (que mais tarde serviu como treinador principal da equipe de 2000 a 2002) criou a blitz da zona nos anos 80 em resposta.

## Recordes

### Recordes em uma temporada
Passando
- Jardas passadas: 4 611 – Joe Burrow (2021)
- Passes para touchdowns: 34 – Joe Burrow (2021)
- Passes completados: 373 – Carson Palmer (2007)
- Passes tentados: 586 – Andy Dalton (2013)
- Passe mais longo completo: 94 jardas – Ken Anderson (1977)

Correndo
- Jardas terrestres: 1,458 – Rudi Johnson (2005)
- Corridas: 361 – Rudi Johnson (2004)
- Touchdowns terrestres: 15 – Ickey Woods (1988)
- Mais longa corrida: 96 jardas – Corey Dillon (2001)
- Jardas terrestres por jogo: 96,2 jardas – Cedric Benson (2009)

Recebendo
- Recepções: 112 – T.J. Houshmandzadeh (2007)
- Jardas recebidas: 1 440 – Chad Johnson (2007)
- Touchdowns recebidos: 17 – Carl Pickens (1995)

Retornos
- Mais retornos de Punt: 51 – Brandon Tate (2011)
- Mais longo punt retornado: 95 jardas – Carl Pickens (1992)
- Mais longo kickoff retornado: 102 jardas – Eric Bieniemy (1997)

Chutes
- Field goals: 33 – Mike Nugent (2011)
- Extra Points convertidos: 56 – Jim Breech (1988)
- Punts: 100 – Kyle Larson (2008)
- Jardas no Punt: 4 101 – Kevin Huber (2017)

### Recordes na carreira
- Jardas passadas: 32 838 - Ken Anderson (1971–1986)
- Passes para touchdowns: 197 - Ken Anderson (1971–1986)
- Jardas terrestres: 8,061 - Corey Dillon (1997–2003)
- Touchdowns terrestres: 64 - Pete Johnson (1977–1983)
- Recepções: 751 - Chad Johnson (2001–2010)
- Jardas recebidas: 10,783 - Chad Johnson (2001–2010)
- Passes interceptados: 65 - Ken Riley (1969–1983)
- Field goals: 225 - Jim Breech (1980–1992)
- Pontos: 1,151 - Jim Breech (1980–1992)
- Total touchdowns: 70 - Pete Johnson (1977–1983)
- Média de retorno de punt: 41,0 - Kenny Graham (1970)
- Média de retorno de Kickoff: 41,0 - Tommy Casanova (1972-1977)
- Sacks: 81,5 - Carlos Dunlap (2010–Presente)
- Tackles: 1,008 - Tim Krumrie (1983–1994)
- Vitórias (treinador): 131 - Marvin Lewis (2003–2019)

## Jogadores

### Números aposentados
| Nº | Jogador     | Posição | Temporadas | Ano  |
| -- | ----------- | ------- | ---------- | ---- |
| 54 | Bob Johnson | C       | 1968–79    | 1978 |

### Pro Football Hall of Fame
Três membros do Hall da Fama passaram parte de sua carreira com os Bengals, um deles inclusive passou toda a sua carreira com a equipe. O fundador e ex-treinador dos Bengals, Paul Brown, também está no Hall da Fama, no entanto ele foi introduzido antes de fundar os Bengals e, portanto, não é reconhecido como um membro do Hall da Fama pelo Cincinnati Bengals.
| Jogadores | Jogadores      | Jogadores | Jogadores | Jogadores  |
| No.       | Nome           | Posição   | Temporada | Introdução |
| --------- | -------------- | --------- | --------- | ---------- |
| 18        | Charlie Joiner | WR        | 1972–1975 | 1996       |
| 78        | Anthony Muñoz  | OL        | 1980–1992 | 1998       |
| 81        | Terrell Owens  | WR        | 2010      | 2018       |
| 13        | Ken Riley      | CB        | 1969–1983 | 2023       |

### Equipe do 50º aniversário
Em 2017, em comemoração ao seu 50º aniversário, os Bengals nomearam uma equipe de todos os tempos, apenas com jogadores aposentados.
| Treinadores                      | Treinadores | Treinadores     | Treinadores |
| -------------------------------- | ----------- | --------------- | ----------- |
| Forrest Gregg, Sam Wyche         |             |                 |             |
| Ataque                           | Ataque      | Defesa          | Defesa      |
| Ken Anderson                     | QB          | Eddie Edwards   | DE          |
| Corey Dillon                     | RB          | Coy Bacon       | DE          |
| Pete Johnson                     | FB          | Tim Krumrie     | DT          |
| Chad Johnson                     | WR          | Mike Reid       | DT          |
| Cris Collinsworth                | WR          | Reggie Williams | LB          |
| Bob Trumpy                       | TE          | Bill Bergey     | LB          |
| Anthony Muñoz                    | T           | Jim LeClair     | LB          |
| Willie Anderson                  | T           | Ken Riley       | CB          |
| Max Montoya                      | G           | Lemar Parrish   | CB          |
| Dave Lapham                      | G           | David Fulcher   | S           |
| Bob Johnston                     | C           | Tommy Casanova  | S           |
| Times Especiais                  |             |                 |             |
| Jim Breech (K), Pat McInally (P) |             |                 |             |

## Rádio e televisão
As estações de rádio oficiais dos Bengals são a WCKY, "ESPN 1530" e a WEBN-FM. A maioria dos jogos de pré-temporada e de temporada regular é transmitida pela WKRC-TV, Local 12, afiliada da CBS. Os atuais locutores de TV são Dan Hoard e Dave Lapham.

## Músicas
"Who Dey?!" é o nome de um canto de apoio dos fãs dos Cincinnati Bengals, em uso há mais de 30 anos. O canto inteiro é: "Quem, quem, quem pensa que vai bater nos Bengals?" A resposta grita em uníssono é: "Ninguém". Às vezes, os fãs vão gritar "Who Dey?" para representar todo o elogio. "Who Dey" é também o nome do mascote da equipe, um tigre de Bengala.
O primeiro uso conhecido do Who Dey pelos fãs dos Cincinnati Bengals foi em 1980. Enquanto a origem do canto é instável, uma fonte possível para o canto é um comercial de 1980 para o (agora extinto) Red Frazier Ford de Cincinnati, que usou este slogan: "Quem vai te dar um negócio melhor do que Red Frazier? ...Ninguém!" Fãs de Cincinnati que tinham visto o comercial muitas vezes podem ter copiado.
O canto do Who Dey também está mergulhado no folclore da cerveja local. Hudy, um dos principais produtos da Hudepohl Brewing Company até o final da década de 1980, tem uma semelhança fonética com o canto "Who Dey". Vendedores de cerveja que carregavam caixas cheias de cerveja local engarrafada para cima e para baixo nas íngremes escadas superiores do estádio Riverfront Stadium chamavam "Hudy", "Berger" e outros nomes de cervejas locais. Fãs estridentes frequentemente cantavam de um lado para o outro quando os vendedores gritavam.
O canto tem algumas semelhanças com a frase "Who Dat?", que foi oficialmente adotada pelo New Orleans Saints em 1983, mas foi usada por fãs do time de ensino médio de Louisiana por algum tempo. O ditado "Who Dat?" originou-se em shows de menestréis e espetáculos no final do século XIX e início do século XX, depois foi retomada pelo New Orleans Jazz e várias pessoas da Big Band nas décadas de 1920 e 1930. No final da década de 1960, Louisiana High Schools, St. Augustine High School e Patterson High School começaram a usar e fãs de Alcorn State University e Louisiana State University adotaram na década de 1970. A Southern University em Baton Rouge, Louisiana, alega ter criado no final dos anos 1960 em sua versão: "Quem está falando sobre bater o dem Jags?".